# 北京市第六十六中学
北京市第六十六中学（英語：Beijing No.66 High School）是一所由北京市西城区的全日制公立完全中学，分南北两个校区。2005年被评为“北京市示范性普通高中”。

## 历史沿革
1954年建校。2015年，与北京广安中学合并，位于白广路33号的原六十三中（1987-1996年曾称“北京师范学院分院附属中学”）校址成为六十六中南校区。